# عبدالصمد مرفاوی
عبدالصمد مرفاوی (زاده ۲۸ اردیبهشت ۱۳۴۳ - سربندر) بازیکن پیشین و مربی فوتبال ایرانی است. مرفاوی در دوران بازیگری، عضو باشگاه استقلال تهران و تیم ملی ایران بود. او در دو دوره سرمربی‌گری استقلال تهران را در فصل‌های ۸۶–۱۳۸۵ و ۸۹–۱۳۸۸ بر عهده داشت.وی سابقه قهرمانی با استقلال در جام باشگاه های آسیا را دارد که در این مسابقات توانست عنوان آقای گلی را نیز به دست آورد.

## دوران باشگاهی
مرفاوی در دوران حضور فوتبالی‌اش در ایران بارها در تیم‌های مختلفی از جمله نیروی‌زمینی٬دارایی٬استقلال٬بهمن و در خارج از ایران تیم‌های الکویت و تیونگ بارو توپ زد.
آخرین فصل حضورش در دارایی تهران، یعنی در فصل ۱۳۶۷ مسابقات باشگاه‌های تهران، در دیدار بین تیم‌های دارایی و استقلال که بر سر مقام نایب قهرمانی در جدال بودند، ۲ گل وارد دروازه استقلال کرد تا دارایی ۳–۰ استقلال را شکست دهد.
در فصل بعد به استقلال پیوست و ظرف ۶ سال حضورش در این تیم جام‌های مختلفی را کسب کرد. مهترین گل‌های او برای استقلال گل قهرمانی استقلال در دیدار نهایی جام باشگاه‌های ایران (لیگ قدس) در سال ۱۳۶۹ در برابر پرسپولیس، گل قهرمانی استقلال در دیدار نهایی جام باشگاه‌های آسیا (۱۹۹۱) در برابر لیائونینگ چین، و دو گل به برق شیراز در بازی رفت فینال جام حذفی ایران در سال ۱۳۷۵ بود. ضمن اینکه در سال‌های ۶۹، ۷۰، و ۷۱ با پیراهن استقلال ۳ گل با ضربه سر وارد دروازه پرسپولیس کرد.
او سومین بازیکن سال آسیا در سال ۱۹۹۱ شد.

## دوران ملی
در سال ۱۳۶۵ و پس از استعفای ۱۴ نفر از بازیکنان تیم ملی پرویز دهداری بازیکنان جوانی را به تیم دعوت کرد و صمد مرفاوی که در آن زمان ۲۱ سال سن داشت یکی از همین جوانان بود. او در مسابقات مقدماتی المپیک مقابل کویت، اولین بازی ملی خود را انجام داد.
در قهرمانی ایران در بازی‌های آسیایی ۱۹۹۰ حضور موفقی به عنوان مهاجم مکمل فرشاد پیوس داشت و یک گل حساس در مرحله یک چهارم نهایی به ژاپن زد. از بازی رفت ایران-الجزایر در چارچوب جام بین قاره‌ای در سال ۱۹۹۱ به عنوان بهترین بازی ملی او یاد می‌شود که توانست هر دو گل ایران را به ثمر برساند و یک پیروزی به یاد ماندنی در ورزشگاه آزادی برای ایران رقم بزند.

## دوران مربی‌گری

### استقلال تهران
عبدالصمد مرفاوی در دو دوره به عنوان سرمربی تیم فوتبال استقلال تهران را هدایت کرد، که هر دو دوره بعد از قهرمانی استقلال در فصل پیشین توسط امیر قلعه نویی و دستیاری خود او بوده‌است.
وی در اولین دوره در لیگ برتر ۸۶–۸۵ به عنوان سرمربی سکان هدایت استقلال تهران را بر عهده گرفت، در آن فصل استقلال در حالی که تا چند هفته پایانی لیگ صدرنشین بود در پایان به رتبه جهارم بسنده کرد.
او در فصل ۱۳۸۸–۱۳۸۹ برای دومین بار سرمربی استقلال تهران شد. در انتهای فصل مدیر عامل وقت استقلال واعظ آشتیانی قرارداد وی را برای یک سال دیگر تمدید نمود، اما در پایان آخرین بازی لیگ و پس از تساوی در برابر تیم پیکان و از دست دادن عنوان نایب قهرمانی، از سمت خود استعفا داد و به فاصله کوتاهی خود واعظ آشتیانی هم به دلیل اختلاف با سازمان تربیت بدنی از کارش کنار رفت.
بدین ترتیب مرفاوی در دو فصل حضورش بعنوان سرمربی استقلال یک مقام سومی و یک مقام چهارمی بدست آورد.

### مس کرمان
صمد مرفاوی بعد از استعفا از سرمربی‌گری استقلال در خرداد ۱۳۸۹ سرمربی‌گری مس کرمان را بر عهده گرفت.
او در دوره دهم لیگ برتر موفق به کسب رتبه هفتم در لیگ شد؛ و در مقابل استقلال و پرسپولیس شکست ناپذیر بود.

### صبای قم
پس از استعفای گل‌محمدی از سرمربی‌گری صبای قم، مرفاوی در تاریخ ۴ مهر ۱۳۹۱ به سمت سرمربی‌گری این تیم انتخاب شد. وی در پایان فصل از تیم رفت و محمد مایلی‌کهن جانشینش شد؛ اما دوباره در نیم فصل لیگ سیزدهم مرفاوی به تیم سابق خود بازگشت و به رتبه نهم رسید و قراردادش را به مدت یک فصل دیگر تمدید کرد.
صبا در لیگ چهاردهم با شروع خوب همراه شد و تا نیم فصل در حالی که صبا در رتبه ششم قرار داشت از سمت خود استعفا داد و به پیکان پیوست.

### پیکان تهران
در نیم فصل لیگ برتر ۹۴–۹۳ با استعفای مرفاوی از هدایت صبای قم و به دنبال برکناری منصور ابراهیم‌زاده، مرفاوی هدایت تیم پیکان تهران را برعهده گرفت، اما موفق به بقا نشد و سقوط کرد.

### بازگشت مجدد به صبای قم
در فصل ۹۶–۹۵ پس از به توافق نرسیدن مسوولان صبای قم با علی دایی هدایت این تیم مجدداً به صمد مرفاوی سپرده شده، اما نتوانست سهمیه این تیم را در لیگ برتر حفظ کند و برای دومین بار در طول دوران مربیگری‌اش موفق به بقا نشد.

### نساجی مازندران
پس از انتخاب محمود فکری به عنوان سرمربی نساجی مازندران در هفته بیست و یکم در فصل ۹۹–۹۸، با توجه به حساسیت مسابقات در هفته‌های پایانی، مرفاوی به عنوان مدیرفنی تیم نساجی مازندران انتخاب شد.

### بازگشت به استقلال
وی در مهر ۱۳۹۹ در پی انتخاب محمود فکری به عنوان سرمربی استقلال تهران، با وی راهی استقلال و به عنوان یکی از اعضای کادر فنی معرفی شد تا پس از ۱۰ سال به استقلال بازگردد.

### تیم ملی جوانان ایران
وی در سال ۱۴۰۱ هدایت تیم ملی جوانان ایران را برعهده گرفت و توانست همراه با این تیم قهرمان مسابقات قهرمانی فوتبال آسیای مرکزی ۲۰۲۲ در تاجیکستان شود.

## افتخارات

### به عنوان بازیکن
- قهرمانی در لیگ باشگاه‌های ایران (لیگ قدس) ۱۳۶۹ همراه با استقلال تهران
- قهرمانی در جام باشگاه‌های آسیا ۱۳۷۰ همراه با استقلال تهران
- قهرمانی در جام باشگاه‌های تهران ۱۳۷۰ همراه با استقلال تهران
- قهرمانی در سوپر جام تهران ۱۳۷۳ همراه با استقلال تهران
- قهرمانی در جام حذفی فوتبال ایران ۷۵–۱۳۷۴ همراه با استقلال تهران
- قهرمانی در جام اکو ۱۹۹۳ همراه با تیم ملی فوتبال ایران
  - نایب قهرمانی در جام باشگاه‌های تهران (۱۳۶۷) همراه با دارایی تهران
  - نایب قهرمانی در جام باشگاه‌های آسیا (۹۲–۱۹۹۱) همراه با استقلال
  - نایب قهرمانی در جام باشگاه‌های تهران (۱۳۶۸ و ۱۳۶۹) همراه با استقلال تهران
  - نایب قهرمانی در جام حذفی فوتبال ایران (۱۳۶۹) همراه با استقلال تهران
  - نایب قهرمانی در جام باشگاه‌های آسیا (۱۳۷۱) همراه با استقلال تهران
  - نایب قهرمانی در جام آزادگان (۱۳۷۱)

### افتخارات ملی
به عنوان سرمربی
- قهرمانی تیم ملی جوانان ایران در مسابقات قهرمانی فوتبال آسیای مرکزی ۲۰۲۲ تاجیکستان

### فردی
- سومین بازیکن سال آسیا ۱۹۹۱
- آقای گل جام اکو ۱۹۹۳